# Salahuddin de Selangor
Sultán Salahuddin Abdul Aziz Shah Al-Haj ibni Almarhum Sultán Hisamuddin Alam Shah Al-Haj (Jawi: سلطان صلاح الدين عبدالعزيز شاه الحاج إبن المرحوم سلطان حسام الدين عالم شاه الحاج‎; 8 de marzo de 1926 - 21 de noviembre de 2001) fue sultán de Selangor desde 1960, y anteriormente el undécimo Yang di-Pertuan Agong, monarca constitucional de Malasia, desde 1999 hasta su muerte en 2001.

## Biografía
Nació a las 15:30 horas. Tengku Abdul Aziz Shah el lunes 8 de marzo de 1926 en Istana Bandar Temasha, Jugra, Kuala Langat, es el hijo mayor del sultán Hisamuddin Alam Shah Al-Haj ibni Almarhum Sultan Alauddin Sulaiman Shah con su consorte real y esposa, Tengku Ampuan Raja Jemaah binti. Al-Marhum Raja Ahmad.
Recibió su educación inicial en la escuela malaya Pengkalan Batu en Klang en 1934. En 1936, amplió sus estudios en el Malay College Kuala Kangsar hasta 1941, cuando comenzó la Segunda Guerra Mundial. Después de la Segunda Guerra Mundial, fue a Inglaterra en 1947 y estudió en la Escuela de Estudios Orientales y Africanos de la Universidad de Londres durante dos años. 
En 1952, asistió a un curso de corta duración en la Tropa Militar Malaya en Port Dickson durante seis meses y fue comisionado en la Comisión de la Reina con el rango de capitán. Posteriormente fue ascendido al grado de mayor.

## Yang di-Pertuan Agong
Fue el segundo gobernante de mayor edad en ser elegido como undécimo Yang di-Pertuan Agong el 26 de abril de 1999 e instalado el 11 de septiembre de 1999.
La cesión de Putrajaya, que antes era territorio de Selangor, al Gobierno Federal en 2001 para convertirse en Territorio Federal se produjo durante su reinado como Yang di-Pertuan Agong . El sultán persa Salahuddin Abdul Aziz Shah en Putrajaya recibió su nombre.
Sin embargo, después de reinar durante dos años y seis meses, murió en el cargo el 21 de noviembre de 2001 en el Centro Médico Gleneagles Intan de Kuala Lumpur. Fue sometido a una operación de corazón para colocarle un marcapasos dos meses antes de su muerte, de la que no se recuperó del todo.  El primer ministro Mahathir Mohamad lo había visitado cuatro veces antes. 
Fue enterrado en el Mausoleo Real cerca de la Mezquita del Sultán Sulaiman en Klang .  Mahathir expresó su pesar por el fallecimiento de Salahuddin.  La residencia oficial del Primer ministro en Putrajaya estuvo cerrada al público durante dos días. 

## Vida personal
El sultán Salahuddin Abdul Aziz Shah se casó con al menos cuatro esposas.
Su primera esposa y prima, Paduka Bonda Raja Raja Nur Saidatul Ihsan binti Al Marhum Raja Bendahara Tengku Badar Shah, de quien luego se divorció, dio a luz:
1. Tengku Nor Halija
2. Tengku Idris Shah, más tarde Sultán Sharafuddin Idris Shah
3. Tengku Puteri Sofiah (fallecido el 8 de junio de 2017) [4]
4. Tengku Laksamana Tengku Sulaiman Shah
5. Tengku Puteri Zahariah (Ku Yah)
6. Tengku Fátima
7. Tengku Panglima Besar Tengku Abdul Samad
8. Tengku Puteri Arafiah
9. Tengku Puteri Aishah (fallecido el 30 de julio de 2012)

Che Maheram binti Muhammad Rais, su segunda esposa, le dio a luz:
1. Tengku Panglima Raja Tengku Ahmad Shah

Su consorte real, Tengku Ampuan Rahimah binti Sultan Abdul Aziz Shah de la familia real Langkat en Sumatra, murió en 1993 antes de su elección como Yang di-Pertuan Agong . Ella era madre de:
1. Tengku Puteri Nor Marina
2. Tengku Puteri Nor Zehan

Su última esposa, la plebeya Tuanku Siti Aishah binti Abdul Rahman, sirvió como su Raja Permaisuri Agong . Al ser cincuenta años más joven que él, también fue la más joven que jamás haya ocupado ese cargo: sólo tenía 29 años en el momento de su sucesión al trono.

## Honores
El estilo y título completo de Salahuddin era: Duli Yang Maha Mulia Sultan Salahuddin Abdul Aziz Shah Alhaj ibni Almarhum Sultan Hisamuddin Alam Shah Alhaj, Sultan dan Yang di-Pertuan Selangor Darul Ehsan Serta Segala Daerah Takluknya . 

### Honores de Selangor
- </img> Gran Maestre de la Orden de la Familia Real de Selangor (desde el 6 de junio de 1961)
- </img> Gran Maestre de la Orden de la Corona de Selangor (desde el 6 de junio de 1961)
- </img> Gran Maestre de la Orden del Sultán Salahuddin Abdul Aziz Shah (desde el 30 de septiembre de 1985)
- </img> Medalla al Servicio Meritorio

### Honores de Malasia
- Malaysia (as Yang di-Pertuan Agong from 26 April 1999 to 21 November 2001) : 
  -  Grand Master and recipient of the Order of the Royal House of Malaysia (26 April 1999 – 21 November 2001)[6]
  -  Grand Master and recipient of the Order of the Crown of the Realm (28 August 1961) (26 April 1999 – 21 November 2001)
  -  Grand Master of the Order of the Defender of the Realm (26 April 1999 – 21 November 2001)
  -  Grand Master of the Order of Loyalty to the Crown of Malaysia (26 April 1999 – 21 November 2001)
  -  Grand Master of the Order of Merit of Malaysia (26 April 1999 – 21 November 2001)
  -  Grand Master of the Order for Important Services (Malaysia) (26 April 1999 – 21 November 2001)
  -  Grand Master of the Order of the Royal Household of Malaysia (26 April 1999 – 21 November 2001)
- Pahang : 
  -  Member 1st class of the Family Order of the Crown of Indra of Pahang (DK I) (14 July 1987)
- Johor : 
  -  First Class of the Royal Family Order of Johor (DK I) (1975)[7]
- Kedah : 
  -  Member of the Royal Family Order of Kedah (DK)
- Kelantan : 
  -  Recipient of the Royal Family Order or Star of Yunus (DK) (10 de julio de 1966)[8]
- Negeri Sembilan : 
  -  Member of the Royal Family Order of Negeri Sembilan (DKNS)
- Perak : 
  -  Recipient of the Royal Family Order of Perak (DK) – currently :  (19 April 1986)
- Perlis : 
  -  Recipient of the Perlis Family Order of the Gallant Prince Syed Putra Jamalullail (DK)
- Terengganu : 
  -  Member first class of the Family Order of Terengganu (DK I) (21 June 1964)[9]
- Sabah : 
  -  Grand Commander of the Order of Kinabalu (SPDK) – Datuk Seri Panglima
- Sarawak :
  -  Knight Grand Commander of the Order of the Star of Hornbill Sarawak (DP) – Datuk Patinggi (29 April 1976)
- Melaka :
  -  Grand Commander of the Premier and Exalted Order of Malacca (DUNM) – Datuk Seri Utama (1 August 1987)